# Attentat d'Eilat

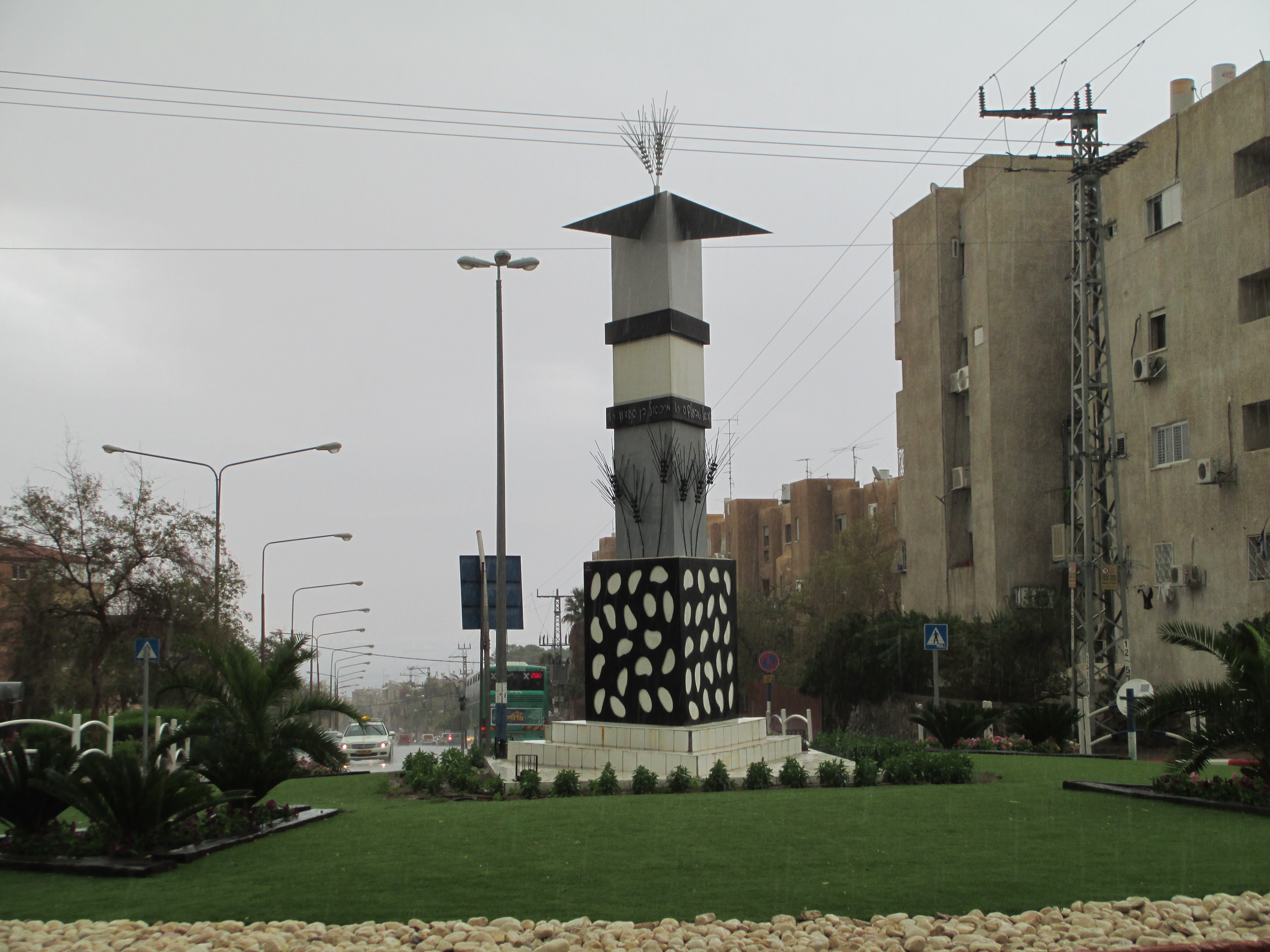

L’attentat d'Eilat est un attentat-suicide perpétré le 29 janvier 2007 dans une boulangerie d'Eilat, par un terroriste palestinien originaire de la bande de Gaza, et a fait 3 victimes israéliennes. Cette attaque a été revendiquée, à la fois par le Jihad islamique palestinien et les Brigades des martyrs d'Al-Aqsa.

## Contexte
L'attentat d'Eilat est réalisé sur fond de lutte de pouvoir entre les factions palestiniennes et de tirs de roquettes fréquents contre le territoire israélien.
Il s'agit du premier attentat à Eilat depuis 1992 (un militant palestinien était alors parvenu à Eilat à la nage et avait tué un agent de sécurité israélien), ville balnéaire du sud d'Israël qui avait jusque-là été préservée notamment au cours de la seconde Intifada depuis 2000 et lors des attentats jihadistes dans le Sinaï égyptien en 2004.
L'attentat d'Eilat est également le premier attentat réalisé sur le territoire israélien depuis le 17 avril 2006, date d'un attentat-suicide revendiqué également par le Jihad islamique palestinien et les Brigades des martyrs d'Al-Aqsa et ayant tué 11 personnes dans l'ancien terminus de bus de Tel Aviv. D'autres attaques ont été déjouées pendant cette période, par les forces de sécurité israéliennes. La région d'Eilat avait elle-même été visée par d'autres actions de terreur auparavant. En 2005, la ville avait été frappée par une roquette tirée depuis le territoire jordanien.

## Exécution de l'attentat
L'attaque a été réalisée dans une zone résidentielle d'Eilat assez éloignée de la zone touristique du bord de mer.
L'auteur de l'attentat-suicide est Muhammed Faisal al-Saksak, âgé de 21 ans et sans emploi, résidant à Gaza et membre des Brigades des martyrs d'Al-Aqsa, affiliées au mouvement Fatah du Président palestinien Mahmoud Abbas. D'après ses proches, il avait perdu récemment sa petite fille malade. Son frère est un terroriste de premier plan du Jihad islamique et son meilleur ami serait mort au cours d'un affrontement avec les forces israéliennes. Sa famille avait remarqué son absence depuis 3 jours et avait connaissance de son dessein, tout en « priant pour la réussite de son opération martyr ».
D'après le mouvement Jihad islamique, la préparation de l'attaque aurait pris 7 mois et l'auteur de l'attentat serait passé par la Cisjordanie puis la Jordanie avant d'atteindre Eilat où d'autres militants l'attendaient pour lui fournir les explosifs.
Le ministre israélien de la Sécurité intérieure, Avi Dichter, a au contraire établi que le terroriste se serait infiltré par l'Égypte, à travers les 220 km de frontière sans barrage et avec de rares patrouilles de surveillance israéliennes. D'autres agences de renseignements arrivent aux mêmes conclusions et supposent que Saksak a pu utiliser un tunnel souterrain pour rejoindre l'Égypte depuis la bande de Gaza et poursuivre à pied. Plus tôt[Quand ?], l'Égypte a toutefois déclaré comme impossible l'éventualité qu'il soit passé par son territoire.
Il a été établi que Saksak a fait de l'auto-stop et a été transporté par un lieutenant-colonel israélien réserviste. Celui-ci a raconté, dans un entretien à la chaîne israélienne Channel 10, qu'il soupçonnait l'homme qu'il avait pris dans sa voiture d'être un terroriste du fait de son épais manteau et de sa non-maîtrise de l'hébreu, mais qu'il ne pouvait pas faire quoi que ce soit tant qu'il était dans son véhicule. Son appel à la police n'a précédé que de quelques minutes l'explosion de la bombe dans une boulangerie d'Eilat. Saksak aurait actionné la bombe dans cette boulangerie à l'approche de voitures de la police israélienne, alors qu'il ne s'agissait probablement pas de sa destination finale.
Les enquêteurs israéliens étudient la possibilité que le kamikaze ait pu être aidé par des membres de la sécurité égyptienne, en violation du traité de paix israélo-égyptien.

## Réactions internationales
Khaled al Batch, responsable du Jihad islamique palestinien, a justifié l'attaque qui serait, selon lui, « la riposte logique à la poursuite des crimes de l'ennemi sioniste ».
Quelques heures après l'attentat, les réactions de la communauté internationale se sont fait entendre :
- Jordanie - Le roi Abdallah a condamné l'explosion, précisant que « de telles attaques ne feraient qu'accroître les souffrances des Palestiniens »[8].
- États-Unis - Le porte-parole de la Maison-Blanche, Tony Snow, a déclaré que la responsabilité de l'attentat revenait au gouvernement de l'Autorité palestinienne et que « son échec à agir contre la terreur affecterait inévitablement les relations de ce gouvernement avec la communauté internationale et pénaliserait les aspirations du peuple palestinien à un État »[9].
- Union européenne - L'Allemagne, occupant la présidence de l'Union européenne au moment de l'attentat, a condamné sévèrement l'attaque et « presse le leadership palestinien à faire tout son possible pour mettre un terme à la terreur et poursuivre en justice ceux qui soutiennent la terreur »[10].
- Suède - Le ministre suédois des Affaires étrangères, Carl Bildt, a déclaré : « Je condamne l'attaque terroriste d'aujourd'hui à Eilat en Israël. La violence qui vise des civils est totalement inacceptable. […] Les confrontations entre groupes palestiniens font de plus en plus de victimes. Les dirigeants palestiniens doivent prendre leurs responsabilités et rapidement trouver une voie pour résoudre la crise par des moyens pacifiques »[11].
- Royaume-Uni - La secrétaire d'État aux Affaires étrangères, Margaret Beckett, a déclaré : « Nous condamnons absolument l'attaque suicide de ce matin à Eilat. Il ne peut y avoir de justification à de telles attaques »[12][source insuffisante],[13].

## Conséquences de l'attentat
- Le bilan officiel de l'attentat est de 3 morts israéliens.

- À la suite de cette attaque meurtrière, le Premier ministre israélien, Ehud Olmert, a promis une « lutte sans répit contre les terroristes ». Un raid de l'aviation israélienne est mené contre des cibles dans la bande de Gaza qui seraient, selon l'armée, des tunnels utilisés pour préparer l'attentat[14].

- Une des conséquences craintes par les Israéliens est que cet attentat n'affecte les résultats de la saison touristique en faisant fuir les visiteurs essentiels à l'économie du pays[15]. L'attaque arrive deux mois après une importante conférence à Eilat pour promouvoir cette destination auprès des agences de voyages.

## Victimes
Dans l’attentat perpétré trois personnes ont trouvé la mort. Il s’agit d’Ami Elmaleh, 32 ans, marié et père de deux enfants, Michael Ben Saadoun, 26 ans, marié et père d’un bébé, et Israël Samolia, 26 ans, immigrant d’origine péruvienne. Les deux premiers étaient les propriétaires du restaurant.
Cinq autres personnes ont été légèrement blessées.
Michael Ben Saadoun est né à Acco. Il y a quatre ans, il a décidé de tenter sa chance à Eilat et a commencé par des emplois temporaires avant d’ouvrir, il y a six mois, une boulangerie faisant partie d’une chaîne appartenant à la seconde victime, Ami Elmaleh z"l.
L’épouse de Michael, Shani, a raconté que son mari s’était levé à cinq heures, le matin du drame, pour aller travailler. Trois heures plus tard, il était revenu chez lui pour emmener son fils, âgé de 8 mois, à la crèche. C’était leur dernière rencontre.
L’épouse de la victime a raconté que Michael était un travailleur acharné, qui passait la majeure partie de son temps à la boulangerie. « Il rêvait de réussir dans cette profession qu’il avait apprise rapidement et de développer ce réseau », a-t-elle ajouté. Elle a raconté que la veille de l’attentat, ils avaient regardé avec leur fils le film de leur mariage. À présent, ce moment de bonheur familial restera à jamais gravé dans sa mémoire.
Ami Elmaleh, né à Eilat, s’est marié il y a cinq ans[Quand ?] avec Keren et était père de deux petites filles, âgées de 4 ans et 2 ans. Il y a deux ans et demi[Quand ?], il a décidé d’ouvrir trois boulangeries et a pris par la suite comme associé Michael Ben Saadoun.
Israël Samolia, la troisième victime de l’attentat, vivait à Eilat depuis son arrivée en Israël. Sa famille, qui vit à Miami, en Floride, a été informée de son décès par le consul d’Israël. Cela faisait trois mois que le jeune immigrant d’origine péruvienne travaillait dans la boulangerie. 
(Claire Dana Picard)[Quoi ?]